# گونسکیرشن
گونسکیرشن (به آلمانی: Gunskirchen) شهری در اتریش است که در ناحیه ولس لند واقع شده‌است. گونسکیرشن ۳۶ کیلومتر مربع مساحت دارد ۳۵۲ متر بالاتر از سطح دریا واقع شده‌است.